# Christophe Detilloux
Christophe Detilloux, né le 3 mai 1974 à Rocourt, est un ancien coureur cycliste belge. Il est actuellement directeur sportif de l'équipe Wallonie-Bruxelles Development .

## Biographie
Christophe Detilloux commence sa carrière professionnelle en 1996 dans l'équipe Lotto. Il remporte son unique victoire l'année suivante, aux Boucles de l'Artois.
En 2005, il rejoint l'équipe française La Française des jeux. Il y effectue trois saisons. En août 2008, il est victime d'une lourde chute lors de l'Eneco Tour et doit mettre un terme à sa carrière.
Après sa carrière, il devient directeur sportif de l'équipe Color Code, devenue AGO-Aqua Service puis Wallonie-Bruxelles Development.

## Palmarès
- 1994
  - 3e de la Coupe Egide Schoeters
  - 3e de l'Internatie Reningelst
  - 3e du Tour de la province d'Anvers
  - 3e du Circuit des régions flamandes
- 1995
  - 3e de Zellik-Galmaarden
- 1996
  - 3e de la Continentale Classic
- 1997
  - Boucle de l'Artois
- 1999
  - 2e de la Coupe Sels
  - 2e de la Course des raisins

## Résultats sur les grands tours

### Tour d'Italie
3 participations
- 2002 : 118e
- 2004 : abandon (16e étape)
- 2005 : abandon (3e étape)

### Tour d'Espagne
2 participations
- 1999 : abandon (5e étape)
- 2006 : hors-délai à la 5e étape